# Kumarghat
Kumarghat es un pueblo y nagar Panchayat situado en el distrito de Tripura septentrional en el estado de Tripura (India). Su población es de 13054 habitantes (2011). 

## Demografía
Según el censo de 2011 la población de Kumarghat era de 13054 habitantes, de los cuales 6517 eran hombres y 6537 eran mujeres. Kumarghat tiene una tasa media de alfabetización del 93,61%, superior a la media estatal del 87,22%: la alfabetización masculina es del 95,28%, y la alfabetización femenina del 91,96%.